# ポリカルボフィルカルシウム
ポリカルボフィルカルシウム（Polycarbophil calcium）は便通（下痢、便秘）の安定剤として使用される医薬品である。化学的には、ポリアクリル酸をジビニルグリコールで架橋した合成ポリマーであり、カルシウムを対イオンとしている。

## 臨床用途
便秘、下痢、腹部の不快感などの治療に便安定剤として使用される。胃内の酸性条件下でカルシウムを脱離してポリカルボフィルとなり、薬効を発揮する。嵩高の便秘薬として、腸内の液体を吸収して膨らみ、柔らかいかさかさした便を形成する。このかさかさした塊が腸の筋肉を刺激し、大腸内での便の通過時間を早める。通常、12～72時間以内に効果が現れる。ポリカルボフィルカルシウムは、水分摂取量を増やさないと効果が無い。
ポリカルボフィルカルシウムは、機能性腸疾患の治療薬とし、また、膨潤・ゲル化剤としても販売されている。日本では、コロネル（Colonel)の商品名で、過敏性腸症候群（IBS）治療剤として販売されている。
IBSの一般的な症状に対するポリカルボフィルカルシウムの効果を調べた研究がある。IBS-下痢の患者14名とIBS-便秘の患者12名にポリカルボフィルカルシウムを8週間投与し、大腸内のX線不透過マーカーを用いて大腸通過時間を測定した。下痢の患者は、排便回数が減り、より固形の便が出るようになり、腹痛も軽減された。便秘の患者は、排便回数が増え、便がゆるくなり、痛みが減ったと報告した。
ヒトの胃は、塩酸の存在により弱酸性の環境を呈している。ポリカルボフィルは，酸性環境下では自重の約10倍の水を吸収するが，pH4.0以上では膨潤率が顕著に増加し、pH中性環境下では初期重量の70倍に達する。ポリカルボフィルの膨潤は、非イオン性の浸透圧には影響されないが、イオン強度には影響され、イオン強度の増加とともに減少を示す。消化管液中のナトリウムイオンやカリウムイオンなどの1価の金属イオンは、ポリカルボフィルの平衡膨潤を低下させないが、カルシウムイオンやマグネシウムイオンなどの2価の金属イオンは低下する。しかし、カルシウムイオンは、ナトリウムが豊富な条件下では、平衡膨潤をわずかに減少させるだけである。

ポリアクリル酸の残基を赤、架橋剤のジビニルグリコール（3,4-ジヒドロキシ-1,5-ヘキサジエン）の残基を青で表示。